# Норфолк (військово-морська база)
Військово-морська база Норфолк (англ. Naval Station Norfolk) — головна військово-морська база Військово-морських сил США на східному узбережжі країни, розташована в південно-східній частині бухти Гемптон-Роудс на виході з Чесапікської затоки до Атлантичного океану. База забезпечує розташування головних сил Командування сил флоту, колишнього Атлантичного флоту, та об'єднує з'єднання і підрозділи військово-морського флоту, корпуса морської піхоти і військово-морської авіації 2-го, 4-го і 6-го оперативних флотів ВМС США, які мають зони оперативної відповідальності в акваторіях Атлантики, Середземного моря та в Індійському океані. Це найбільша військово-морська база у світі й найбільша інсталяція ВМС США, де розміщується 75 бойових кораблів, є 14 пірсів та причалів, а також 134 літаки, 11 авіаційних ангарів. Авіація, що дислокується на базі проводить понад 100 000 вильотів щорічно, або 275 літако-вильотів на день.

## Список кораблів, що базується
Військово-морська база Норфолк — основний порт базування чотирьох ударних авіаносних груп та кораблів, що входять до їхнього складу.
За станом на червень 2017 року на ВМБ Норфолк базуються:
| - 2-га авіаносна ударна група (USS «Джордж Буш») - 8-ма авіаносна ударна група (USS «Гаррі Трумен») - 10-та авіаносна ударна група (USS «Дуайт Ейзенхауер») - 12-та авіаносна ударна група (USS «Теодор Рузвельт») - 2-га ескадра есмінців - 28-ма ескадра есмінців - 26-та ескадра есмінців - 22-га ескадра есмінців | - «Дуайт Ейзенхауер» - «Авраам Лінкольн» - «Джордж Вашингтон» - «Гаррі Трумен» - «Джордж Буш» - «Джеральд Р. Форд» - «Лейте Гулф» - «Сан-Хакінто» - «Нормандія» - «Монтерей» - «Анціо» - «Велья Гулф» | - «Керсардж» - «Батаан» - «Сан-Антоніо» - «Меса Верде» - «Арлінгтон» | - «Арлі Берк» - «Стаут» - «Мітчер» - «Лабун» - «Ремедж» - «Гонзалез» - «Коул» - «Мехен» - «Макфол» - «Оскар Остін» - «Вінстон Черчилль» - «Балкілі» - «Мейсон» - «Ніц» - «Джеймс Вільямс» - «Бейнбрідж» - «Форрест Шерман» - «Тракстон» - «Грейвлі» - «Джейсон Дангем» | - «Гелена» - «Ньюпорт Ньюс» - «Олбані» - «Бойзе» - «Джон Ворнер» - «Вашингтон» | - «Апач» - «Арктик» - «Біг Хорн» - «Комфорт» - «Греппл» - «Грасп» - «Лерой Грумман» - «Канова» - «Ларамі» - «Льюїс і Кларк» - «Петуксент» - «Сакаджавея» - «Суплай» - «Зеус» |

## Відео
- Overview of US Navy base at Naval Station Norfolk and Shipyards [Архівовано 23 грудня 2020 у Wayback Machine.]